# Taiichi Ohno
Taiichi Ohno (29 de fevereiro de 1912 — 28 de maio de 1990) é considerado o principal responsável pela criação do Sistema Toyota de Produção.
Nascido em Dalian, China, de pais japoneses, formou-se em Engenharia Mecânica na Escola Técnica de Nagoya e entrou para a Toyota Spinning and Weaving em 1932. Em 1943 foi transferido para a Toyota Motor Company, em 1954 tornou-se diretor, em 1964 diretor gerente, em 1970 diretor gerente sênior e vice-presidente executivo em 1975.
Taiichi Ohno é considerado o criador do Sistema Toyota de Produção e o pai do Sistema Kanban. Nascido em Dairen, cidade da região da Manchúria na China, em 1912, formou-se em Engenharia Mecânica no Instituto de Tecnologia de Nagoya. Entrou para a Toyota Spinning and Weaving em 1932. Logo cedo na sua carreira ele expandiu as idéias desenvolvidas por Kiichiro Toyoda para reduzir perdas na produção, iniciando a experimentação e o desenvolvimento de metodologias de produção que diminuíssem o tempo de fabricação dos componentes principais dos produtos e a criação de sub-linhas de montagens que dessem suporte a linha de produção final.
Nos anos 40, Ohno foi diretor da Toyota e durante esse período a empresa estava à beira da falência e, por isso, não poderia fazer novos investimentos em equipamentos e novas invenções. Foi quando, nos anos 50, houve o início de uma longa colaboração entre Ohno, Shigeo Shingo, consultor de qualidade da Toyota, e Edward Deming, principal responsável da chegada ao Japão do Controle Estatístico de Processo (CEP), para criar um sistema de estratégia de manufatura que fizesse a empresa obter lucro e sustentabilidade para atingir o crescimento. Assim, Ohno desenvolveu o Sistema Toyota de Produção (Just in Time), o qual foi baseado em duas concepções: a primeira foi o sistema fundamental de produção publicado em 1926 por Henry Ford no livro “Today and Tomorrow” e a segunda foi a maneira de operação utilizada pelos supermercados dos Estados Unidos, observada por ele mesmo em uma visita feita em 1956 (os supermercados recolocavam mercadorias nas prateleiras a partir do momento em que elas eram vendidas).
A carreira de Ohno acelerou assim como o resultado do sucesso de seu sistema tornando-se em 1970 diretor gerente sênior da Toyota, até que, em 1975, passou a ser o vice-presidente executivo da companhia.
Ohno aposentou-se da Toyota em 1978, mas continuou trabalhando na empresa Toyoda Spinning and Weaving, uma filial e fornecedora Toyota, na qual assumiu o cargo de presidente. Em 1988, escreveu e publicou um livro (O Sistema Toyota de Produção: Além da Produção em Larga Escala) que traz as inovações que caracterizam o sistema dentro do contexto histórico em que foram surgindo e sendo implementadas. Ele mostra, também, quais eram os problemas da produção em massa na indústria automobilística e como a Toyota veio a superá-los.
Taiichi Ohno morreu em Toyota City em 28 de Maio de 1990.